# Gerta Mazalová
Gerta Mazalová (10. února 1945 – 30. července 2024) byla česká politička, v 90. letech 20. století poslankyně České národní rady a Poslanecké sněmovny za Hnutí za samosprávnou demokracii - Společnost pro Moravu a Slezsko, později za Klub poslanců sociálně demokratické orientace, pak opětovně za HSD-SMS, následně nezařazená poslankyně a dočasně členka klubu ČSSD.

## Biografie
Ve volbách v roce 1990 byla zvolena do České národní rady za HSD-SMS. V průběhu volebního období ovšem z klubu HSD-SMS odešla a působila jako nezařazená poslankyně. V březnu 1992 se stala členkou Klubu poslanců sociálně demokratické orientace, který sdružil několik poslanců dříve především za Občanské fórum.
Mandát v ČNR ve volbách v roce 1992 nicméně opět za HSD-SMS obhájila (volební obvod Jihomoravský kraj). Zasedala ve výboru pro sociální politiku a zdravotnictví. Od vzniku samostatné České republiky v lednu 1993 byla ČNR transformována na Poslaneckou sněmovnu Parlamentu České republiky. V ní setrvala do konce funkčního období, tedy do voleb v roce 1996.
V lednu 1993 ovšem vystoupila (spolu s několika svými kolegy) z klubu své mateřské strany poté, co se HSD-SMS transformovalo na Hnutí za samosprávnou demokracii Moravy a Slezska. Nadále pak byla nezařazenou poslankyní. V červnu pak vstoupila do obnoveného klubu HSD-SMS (který ale ve sněmovně vystupoval nezávisle na Hnutí za samosprávnou demokracii Moravy a Slezska a který za sobě blízký považovala Moravská národní strana. V dubnu 1994 se ovšem Moravská národní strana od toho klubu distancovala a následně jej opustilo několik poslanců, čímž jeho činnost fakticky ustala. Mazalová ovšem zůstala, nyní opět jako nezařazená. Od července 1995 byla členkou poslaneckého klubu ČSSD. V únoru 1996 z klubu sociální demokracie vystoupila. Vadilo jí, že strana ji vyškrtla z kandidátní listiny pro sněmovní volby roku 1996. Důvodem měl být její podpis pod petici za práva Moravy a Slezska, adresovanou do zahraničí. Prohlásila: „Konstatuji, že musím zaplatit daň za své moravské cítění, a zaplatím ji ráda. Navíc jsem pochopila, že do strany, která řídí členskou základnu direktivně a centralisticky, nepatřím.“ V únoru 1996 o ní Hnutí samosprávné Moravy a Slezska (HSMS) uvažovalo jako o předsedkyni nové politické strany vzniklé sloučením HSMS a Moravské národní strany. Návrh ale na slučovacím sjezdu neprošel.
V roce 1993 o ni Necenzurované noviny napsaly v článku Fúrie v Parlamentu, že není „s to sestavit dvě souvislé věty“. Mazalová se proti tvrzení bránila soudně, ale v roce 1995 soud její žalobu zamítl. V roce 1995 také čelila kritice za to, že její manžel získal v dražbě restauraci Zagreb v Brně. Mazalová odmítla, že by transakce měla souvislost s jejím politickým angažmá.
Po odchodu ze sněmovny se od roku 2003 angažovala v brněnské pobočce Sdružení obrany spotřebitelů ČR. V komunálních volbách roku 2006 kandidovala neúspěšně do zastupitelstva města Brno za SNK Evropští demokraté. Zemřela po dlouhé nemoci dne 30. července 2024.